# Love and Rockets
Love and Rockets byla britská alternativní rocková skupina, založená v roce 1985 dřívějšími členy skupiny Bauhaus; zpěvákem a kytaristou Danielem Ashem, baskytaristou Davidem J a jeho bratrem, bubeníkem Kevinem Haskinsem. Skupina vydala celkem sedm studiových alb a v roce 1999 se rozpadla. V letech 2007-2009 byla obnovena, ale žádné nové album nevydala.

## Diskografie
Studiová alba
- Seventh Dream of Teenage Heaven (1985)
- Express (1986)
- Earth, Sun, Moon (1987)
- Love and Rockets (1989)
- Hot Trip to Heaven (1994)
- Sweet F.A. (1996)
- Lift (1998)